# Обрі де Вер, 20-й граф Оксфорд
Обрі де Вер (англ. Aubrey de Vere; нар. 28 лютого 1627, Кембридж, Англія — пом. 12 березня 1703, Лондон, Англія) — військовий та державний діяч королівства Англія.

## Життєпис
Походив з англійського аристократичного роду де Вер. Син Роберта де Вера, графа Оксфорда, та голландської аристократки Беатрікс ван Хемменд. 1632 року його батько був смертельно поранений під час облоги Маастрихта (Південні Нідерланди) англо-голландськими військами. За цим відправлено до родичів матері у Фрисландії. Тут здобув освіту. Пізніше він приєднався до англійського піхотного полку, служив на континенті разом з голландцями. Залишився в Голландії під час громадянської війни в Англії, але повернувся на батьківщину в 1651 році затятим роялістом. Невдовзі оженився з представницею роду Бейнінг. Він був причетний до низки змов, за що 1651 року позбавлений майна, а 1654 року ув'язнений у Тауері за нібито змову проти Олівера Кромвеля. Після звільнення у 1657 році знову почав брати участь у змовах, за що вдруге арештовано. Після нового звільнення у 1659 році він приєднався до повстання Джорджа Бута, барона Деламера, проти Річарда Кромвеля. Того ж року помирає його дружина.
На початку травня 1660 року він разом із 5 іншими аристократами подався до Гааги, де було подано прохання про повернення Карла Стюарта. Сподіваючись, але не в змозі стати лордом-камергером, але 1661 року призначено полковником (очільником) королівської кінної гвардії. Був поміркованим англіканином, тому дозволив квакерам і пуританам приєднатися до полку. До 1684 року збільшив його до 8 рот (500 осіб).
Будучи фаворитом королівської коханки Барбари Вільєрс, герцогині Клівлендської, він залицявся до дочки Джорджа Дігбі, 2-го графа Брістоля, сім'я якої була в прихильності при дворі, проте невдало. Але невдовзі Обрі де Вер був призначений лордом-лейтенантом Ессексу і кавалером Ордену Підв'язки. Наприкінці 1662 або напочатку 1663 року За цим таємно одружився з актрисою Гестер Девенпорт. Невдовзі шлюб анульовано з нею через якісь обрядові порушення.
1670 року став членом Таємної ради (до 1679 року). Мав тривалий конфлікт з Джорджем Вільєрсом, 2-м герцогом Бекінгемом. 1672 року одружився втретє. 1678 року отримав звання генерал-лейтенанта. Того ж року як спеціальний представник короля їздив до Франції. По поверненню призначається камергером спальні короля.
1685 року позбавлений посади полковника королівської кінної гвардії. У 1686 році граф успішно подав позов, щоб спростувати її претензії. Як лорд-лейтенант Ессексу, відповідав за формування військ, але у лютому 1688 року відмовився від наказу Якова II про призначення римо-католиків на посади. Його позбавили посади. Через кілька місяців він став на бік штатгальтера Вільгельма Оранського проти короля під час Славетній революції, після перемоги якої Обрі де Вера відновлено на посадах очільника королівської кінної гвардії та камергера королівської спальні (до 1697 року).
1690 року граф Оксфорд відзначився в битві на Бойні проти якобітів. 1700 року обирається спікером палати лордів (до 1701 року. Помер Обрі де Вер у 1703 році.

## Родина
1. Дружина — Анна, донька віконта Пола Бейнінга
дітей не було
2. Дружина — Гестер Девенпорт
Діти:
- Обрі (1664–1708), не визнано законним

3. Дружина — Діана, донька Джорджа Кірке, грума королівської спальні
Діти:
- Карл (1675)
- Діана (1679–1742), дружина Карла Боклерка, герцога Сент-Олбанса, позашлюбного сина Карла II
- Марія (д/н–1725)
- Генрієтта (д/н–1730)